# Mesopolobus verditer
Mesopolobus verditer is een vliesvleugelig insect uit de familie Pteromalidae. De wetenschappelijke naam is voor het eerst geldig gepubliceerd in 1869 door Norton.